# Томич, Томислав
Томислав Томич (босн. Tomislav Tomić, хорв. Tomislav Tomić; родился 16 ноября 1990 года, Мостар, СФРЮ) — боснийский и хорватский футболист, полузащитник.

## Карьера
Томислав начал свою карьеру в академии клуба «Широки-Бриег». Первое время играл молодёжных составах. Дебют в основе клуба состоялся 23 ноября 2008 года в матче премьер-лиги против клуба «Посушье». Игрок вышел на поле в стартовом составе и отыграл весь матч. Итоговый счёт — 2:0 в пользу «Широки Бриег».
С 2009 до 2012 годы выступал за «ГОШК» на правах аренды.
В июле 2012 года Томислав перешёл в «Железничар». Дебют в новом клубе состоялся 20 октября в гостевом матче против клуба «Градина». Томич вышел на поле на 73-й минуте, заменив Немина Ямака. Итоговый счёт матча: 2:1 в пользу Железничара.
Сыграл за сборную Боснии и Герцеговины 2 матча.

## Достижения
- Чемпион Боснии и Герцеговины (3): 2013, 2016, 2017
- Чемпион Словении (1): 2018
- Обладатель Кубка Словении (2): 2018, 2019